# 암호클럽 시리즈
암호클럽 시리즈(The Code Busters Club)는 페니 워너(Penny Warner)가 쓴 아동 추리 소설 시리즈이다. 대한민국에서는 가람어린이에서 출판되고 있다.

## 목록
- 1권: 비밀의 해골 열쇠
- 2권: 유령 등대의 수수께끼
- 3권: 해적의 보물 지도
- 4권: 미라의 저주
- (일본 한정판)4.5권: 암호클럽 결성의 날: 암호클럽이 만들어진 날에 대한 이야기다. 사실 이 책이 오히려 1권의 사이드 책이다. 1권에 클럽이 어떻게 만들었는지가 제일 잘 서술되어 있기 때문.
- 5권: 사라진 스파이를 찾아라
- 6권: 과거에서 온 편지
- 7권: 매직랜드 실종 사건
- 8권: 과학의 날 프로젝트
- (일본 한정판)8.5권[1]: 암호클럽, 일본에!: 아무래도 일본에서만 유명하니, 작가가 일본이 나오는 걸 안 쓸 수 있겠나? 일본의 거대한 한옥 마을 문에서 코디와 일본 사람 미카[2](5권에서 암호클럽 멤버가 된다.)와 손을 잡고 옆에 멤버들과 앞으로 뛰는 표지다.
- 9권: 유령 저택의 비밀
- 10권: 암호클럽 대 슈퍼 스파이 클럽
- 11권: 전설의 황금 동굴 탐험
- 12권: 호피 인디언의 전설을 찾아서
- 13권: 좀비의 저주
- 14권: 니조성의 유령
- 15권: 차이나타운과 보름달의 축제

## 등장인물

### 암호클럽 멤버들
- 퀸 키: 부모님 둘 다 버클리 대학교 수학 교수여서 수학을 잘 한다. 수줍은 성격이고, 암호클럽의 비공식 리더이다. 클럽을 위해 비디오 게임을 설계하고, FBI 티셔츠를 즐겨 입는다. 비밀 우편함은 개집이지만, 개를 기른다는 말은 작중 한 번도 없다. 그런데 퀸의 머리카락 색이 시리즈 초기에는 갈색이었지만, 일본 그림과 나중에는 검은색으로 나온다. 아무래도 일본 사람들이 더 친숙해 하는 것 같다. 암호명 락앤키(Lock&Key)를 짓고 코디의 붉은 머리와 코드를 합쳐 코드레드라는 암호명을 만드는 데에 도와줬다. 머리를 삐죽삐죽 세웠고, 비행사 선글라스 없이는 아무 데도 가지 않는다. 군대식 암호와 컴퓨터 암호가 전문이다.

- 다코타 코디 존스: 골드컨트리에서 버클리로 이사오며 새로운 친구가 필요했는데, 우연히 학교 게시판에 있는 문자 숫자식 암호를 발견하고 해독한다. 이걸 이해하려면 조금 돌아가야 한다. 코디는 여동생 타나가 있는데, 타나는 청각 장애가 있어서 엄마와 코디는[3] 지문자를 배웠다. 타나가 이제 들리는 수술을 받는 다는 언급이 있어서 코디는 나중에도 타나와 지문자로 대화할 수 있을까라며 아쉬운 마음이 조금 있는 것으로 보인다. 퀸의 바로 앞집에 산다. 1권에서 퀸과 엄마의 미니 쿠퍼에 숨으면서 그 사실이 드러난다. 비밀 우편함은 나무 옹이구멍이고, 전학 왔을 때부터 있던 밉상 맷 제프리스[4]에게 들키지 않는다. 1권에서 해골 할아버지의 고양이 펌킨을 자기 것처럼 기르지만 타나가 고양이 알레르기가 있어 기르지 못한다. 그런데 1권 이후 펌킨은 나오지 않고 있다. 옹이구멍을 여는 열쇠를 목걸이에 차고 있고, 빨간 후드 티와 청바지를 자주 입는다. 암호명은 코드레드(CodeRed)다. 모스 부호와 지문자가 전문이다.